# Маска обезьяны
«Маска обезьяны» (англ. The Monkey's Mask) — фильм 2000 года режиссёра Саманты Лэнг. Фильм основан на одноимённом романе в стихах Дороти Портер.

## Сюжет
Детектива Джил Фицпатрик нанимают родители Микки Норрис, пропавшей девушки, молодой поэтессы. В ходе расследования Джил знакомится с профессором Дианой Мейтлэнд, которая преподавала Микки литературу. У них начинается роман, несмотря на то, что Диана замужем. Скоро обнаруживают труп Микки, и Джил принимается за поиски убийцы. Она погружается в литературный мир Австралии, полный интриг и секса. Скоро она выясняет, что у Микки было много романов и все свои похождения она записывала в дневнике и отражала в стихах. Следы расследования приводят Джил к тому, что в деле замешана Диана.

## В ролях
| Актёр           |  | Персонаж        |
| --------------- |  | --------------- |
| Сьюзи Портер    |  | Джил Фицпатрик  |
| Келли МакГиллис |  | Диана Мейтлэнд  |
| Мартон Чокаш    |  | Ник Мейтлэнд    |
| Эбби Корниш     |  | Микки Норрис    |
| Уильям Заппа    |  | Билл Макдональд |

## Награды
Фильм получил следующие награды:
| Награды                       | Награды | Награды        | Награды                     | Награды                           |
| ----------------------------- | ------- | -------------- | --------------------------- | --------------------------------- |
| Фестиваль / Премия            | Год     | Награда        | Категория                   | Победитель                        |
| Australian Screen Sound Guild | 2001    | ASSG Award     | ASSG Soundtrack of the Year | Исполнители композиций саундтрека |
| Dallas OUT TAKES              | 2001    | Лучшая актриса |                             | Сьюзи Портер                      |